# Kronična akustična travma
Kronična akustična travma je posledica vazospazma in metaboličnih motenj (hipoksije in hipoglikemije), ki privede do degeneracije čutnic Cortijevega organa in je ireverzibilna (nepovratna).